# Cmentarz żydowski w Magnuszewie
Cmentarz żydowski w Magnuszewie – został założony w XIX wieku i znajduje się przy obecnej ul. Bohaterów Września. Wskutek dewastacji z okresu II wojny światowej nie zachowały się na nim żadne macewy.